# 잭슨 민주주의
잭슨 민주주의(영어: Jacksonian democracy)는 미합중국의 대통령이었던 앤드루 잭슨과 그의 지지자들이 실천한 정치사상을 의미한다. 잭슨이 재임기간 펼친 정책들은 잭슨의 이전 시대를 풍미하던 제퍼슨 민주주의의 시대를 계승한 것들이었다. 잭슨과 그의 지지자들(이들은 오늘날의 미합중국 민주당의 전신이 된다.)은 재임기간 이전 및 재임기간 동안 그들의 정치적 라이벌이었던 존 퀸시 애덤스와 반 잭슨주의자들이 이끌던 국가공화당(휘그당의 전신)에 의해 지속적으로 견제받아 왔다.
잭슨의 임기 동안, 미국은 여러 가지 변화를 겪었다. 제퍼슨 민주주의의 시기와 달리, 잭슨 민주주의 하에서는 의회의 권한이 축소되고 대통령과 행정부의 권한이 대폭 강화되었다. 또한 잭슨은 평등주의를 강조하여 이와 관련한 정책들을 내놓았는데, 이 결과 잭슨 정부 기간 동안 지주에게만 허락되었던 선거권이 모든 백인 남성에게 허락되는 등 대중의 권한이 크게 신장되었으며, 정부 활동에 대한 시민들의 참여폭도 넓어졌다. 사법 분야의 변화도 일어났는데, 잭슨 정부는 많은 주들의 주 헌법을 개정하여 주 법관들의 임기를 축소하고 공선제를 채택하는 한편, 배심제를 중시하고, 변호사와의 관계에서 법관의 권한을 약화시켰다. 특히 배심제에 대해서는 식민지시대 이래 인민의 자유를 보장한다고 여겨 영국에 비해 그 권한을 크게 강화하였다. 이는 13식민지 시대 이래로 미국의 권력을 잡아왔던 동부해안의 명가 출신이 아닌 군인 출신인 잭슨이 반대파-기득권층을 약화시키기 위해 참정권자 풀을 확대시켰다는 해석도 있다. 한편 잭슨주의자들은 영토확장에도 많은 관심을 보였는데, 이는 《데모크라틱 리뷰》지(誌)의 주필이던 존 오설리번에 의해 '명백한 운명'이란 독특한 논리로 정의되었다.
노예 문제에 대해, 잭슨의 지지자들과 휘그당 사이에는 이를 논쟁거리로 삼지 말자는 암묵적인 합의가 있었다. 이러한 합의는 1828년의 선거부터 1850년 이후에 노예 문제가 사회적으로 큰 이슈가 되고 남북 전쟁에 의해 제3정당기가 등장하여 미 정계가 극적으로 재편될 때까지 지켜졌다.

## 기본 원칙들
잭슨 민주주의는 몇 가지 원칙들을 가지고 있는데, 그 원칙들은 다음과 같다.
참정권의 확대잭슨의 지지자들은 투표권이 모든 백인 남성에게 허락되어야 한다고 생각했다. 물론 1812년 전쟁 후부터 많은 주들이 재산권이 없는 백인 남성들에게 투표권을 주기 시작하였으나, 잭슨이 당선된 1828년의 대선 무렵에 모든 주들이 선거권을 확대함에 따라 이 해를 미국에서 보통선거제도가 수립된 해로 본다.
명백한 운명이는 미국인들이 미국 서부를 개척하고 대서양부터 태평양에 이르는 북아메리카 대륙 전역으로 세력을 뻗는 것이 운명이라는 믿음이다. 그러나 마틴 밴 뷰런을 비롯한, 자유토지주의에 입각한 잭슨의 지지자들은 영토확장이 곧 노예들의 증가를 불러올 것이라며 영토확장에 제한을 둘 것을 역설하였다. 휘그당 역시 영토확장보다는 도시개발이 우선이란 이유를 들어, 이 영토확장주의를 원칙적으로 반대하였다.
엽관제'정실제도'라고도 하는 엽관제는 선거에서 승리한 정당이 선거운동원과 그 정당의 적극적인 지지자에게 승리에 대한 대가로 관직에 임명하거나 다른 혜택을 주는 관행을 말한다. 엽관제는 정부 운용에 있어서 대통령의 권한을 강화시키는 역할을 하였고, 잭슨은 자신의 강화된 권한을 바탕으로 대중이 원하는 대로의 민주주의를 실시할 수 있게 되었다. 잭슨 시대 이전에는 정권이 바뀌더라도 연방정부의 공무원들은 자기 자리에 거의 종신직으로 머물러 있을 수 있었다. 이로 인해 연방정부의 공무원 사회에는 부패가 만연해 있었고, 새로운 정권의 지시에도 잘 따르지 않는 문화가 있었다. 잭슨과 그의 지지자들은 이러한 현실에 문제의식을 가지고 있었고, 이에 선거에서 승리하자 엽관제를 실시하여 이제부터는 대통령이 바뀌면 이들을 몰아내고 그 자리에 자기 당파의 사람들을 임명할 수 있게 한 것이다. 실제로 잭슨이 엽관제를 통해 임기 중에 바꾼 관료는 전체의 5분의 1밖에 되지 않는 적은 수였음에도, 소수 엘리트가 독점하던 공직 취임의 길을 일반대중에게도 열어주어 정치적 민주주의를 발전시키는 데 적잖이 공헌하였다는 평을 듣는다. 그러나 엽관제는 자당 출신이라 하여 무능한 인사를 기용하거나 다른 정당 출신 유능한 인사의 등용을 방해하는 등 부적절한 인사 기용의 원인이 되기도 하였다.
문언맹신적 법해석론켄터키-버지니아 결의안의 정신을 굳게 믿었던 제퍼슨의 지지자들과 같이, 잭슨의 지지자들 역시 연방정부의 권한을 제한하는 것이 옳다고 여겼다. 잭슨은 자신이 "주권(州權)의 합법적 영역을 침해하는 모든 경우"를 막아내고 있다고 말한 바 있다. 이는 그가 극단적인 주권(州權)확대론자라는 이야기는 아니었다. 사실, '무효화 위기' 사례에서 보듯, 잭슨은 적절한 연방의 권한 영역을 침해하는 주(州)의 행위가 인식될 경우, 오히려 연방의 권한을 중시하는 경향을 가지고 있었다. 이러한 그의 연방주의적 생각은 잭슨 정부가 미국 제2은행을 폐쇄하는 배경 중 하나였다. 잭슨의 지지자들은 그들의 권력이 강화될수록, 그들은 더욱 헌법과 대통령의 권한을 강화하는데 초점을 맞추었다.
자유방임주의 경제헌법의 문언맹신적 법해석이 갖는 단점을 보완하기 위해, 잭슨의 지지자들은 경제에 대한 개입을 지양하였다. 이러한 주장의 선두에는 민주당 내 급진파(로코포코) 소속인 윌리엄 리젯이 있었다. 그들은 경제에 개입할 여지가 있다는 이유로 은행, 특히 중앙은행에 반대하여 미국 제2은행을 폐쇄하기도 한다. 잭슨은 미국 제2은행의 행장이었던 니콜라스 비들과 그 유명한 "은행 전쟁"을 벌여, 제2은행으로부터 정부출자금을 회수해 은행을 폐쇄하는 한편, 주정부의 인가를 받은 여러 사설금융기관에 이를 예치하였다. [이 정부출자금을 예치받은 은행들을 가리켜 '애완 은행'(pet banks)이라 부른다.] 이후 이들 '애완 은행'들은 이 출자금을 '와일드캣 은행'에 투기하였다가 이 돈들을 회수하지 못하여, '1837년 공황'을 촉진시키는 결과를 가져왔다.

## 같이 보기
- 민주당 (미국)의 역사